# Артур (футболист, 2005)
Артур Вендерроски Санчес (порт. Arthur Wenderrosky Sanches; родился 24 февраля 2005) — бразильский футболист, полузащитник клуба «Флуминенсе».

## Клубная карьера
Воспитанник футбольной академии клуба «Флуминенсе». 4 марта 2021 года Артур дебютировал в основном составе «Флуминенсе» в матче чемпионата Кариока против «Резенди», в возрасте 16 лет и 8 дней став самым молодым игроком клуба в истории его профессиональных выступлений. 25 мая 2023 года дебютировал в Кубке Либертадорес в матче против боливийского клуба «Стронгест». Три дня спустя дебютировал в бразильской Серии A в матче против «Коринтианс».

## Карьера в сборной
В 2019 году в составе сборной Бразилии до 15 лет выиграл чемпионат Южной Америки.

## Достижения
«Флуминенсе»
- Победитель чемпионата Кариока: 2021

Бразилия (до 15 лет)
- Победитель чемпионата Южной Америки: 2019